# 28 Reasons
28 Reasons è EP di debutto della cantante sudcoreana Seulgi, pubblicato il 4 ottobre 2022. L'EP contiene 6 tracce, tra cui l'omonimo singolo apripista.

## Antefatti
Il 6 settembre 2022 la SM Entertainment ha annunciato che Seulgi avrebbe debuttato come solista nell'ottobre del 2022, rendendola il terzo membro delle Red Velvet ad intraprendere una carriera solistica, dopo Wendy e Joy. Una settimana dopo è stato annunciato che l'EP sarebbe stato intitolato 28 Reasons e sarebbe uscito il 4 ottobre. Lo stesso giorno è stato diffuso anche un trailer. Il 19 settembre è stata la volta di un poster che illustrava il programma per l'uscita dell'album e il 3 ottobre è stato pubblicato il video musicale di 28 Reasons.

## Tracce
1. 28 Reasons – 3:09
2. Dead Man Runnin – 3:19
3. Bad Boy, Sad Girl (feat. Be'O) – 2:57
4. Anywhere but Home – 3:21
5. Los Angeles – 3:43
6. Crown – 3:26